# Boniface N'Dong
Boniface N'Dong (3 september 1997) is een Senegalees basketballer die op het moment speelt voor FC Barcelona. N'Dong speelt op de center positie en is 2,13 m lang.

## Clubs
N'Dong begon bij de club Brose Baskets uit Duitsland. Van 2005 tot 2006 speelde N'Dong in de NBA bij de Los Angeles Clippers. Na dit seizoen in de NBA vertrok N'Dong naar Spartak Sint-Petersburg in Rusland. Hier speelde hij één seizoen en ging daarna naar het Spaanse CB Málaga. Daar speelde hij twee seizoenen, en vertrok daarna naar FC Barcelona.

## Nationaal Team
N'Dong speelde ook voor het Senegalees nationaal basketbalteam en werd hiermee MVP op de Afrikaanse kampioenschap in 1998. Hierin werd zijn team tweede, door de finale te verliezen van Angola.